# 니시아자이정
니시아자이정(西浅井町)은 일본 시가현 이카군에 설치되었던 정이다.
인구는 2009년 11월 1일 기준으로 4,430명이었다. 2010년 1월 1일에 나가하마시로 편입되었다.

## 인접한 자치체
- 다카시마시
- 나가하마시
- 이카군：요고정, 기노모토정, 다카쓰키정
- 히가시아자이군：고호쿠정
- 후쿠이현 쓰루가시

## 역사
- 1889년 4월 1일 - 정촌제 시행에 의해 니시아자이 군 시오쓰 촌, 나가하라 촌이 탄생하였다.
- 1897년 4월 1일 - 이카군의 소속이 되었다.
- 1955년 4월 1일 - 시오쓰 촌, 나가하라 촌이 합병해 니시아자이 촌이 성립하였다.
- 1971년 4월 1일 - 정으로 승격해 니시아자이 정이 되었다.

## 교통

### 철도
- 서일본 여객철도
  - 호쿠리쿠 본선
  - 고세이선

### 도로
- 국도 8호선
- 국도 303호선